# Sam Cooke
Sam Cooke, artiestennaam van Samuel Cook (Clarksdale (Mississippi), 22 januari 1931 – Los Angeles (Californië), 11 december 1964), was een Amerikaanse gospel- en rhythm-and-blueszanger, en burgerrechtenactivist.

## Leven
Sam Cooke werd geboren in Clarksdale (Mississippi), maar verhuisde al snel met zijn ouders naar Chicago, waar zijn vader priester werd bij de Church of God in Christ. Eerst met familieleden en later met de Highway QC's zong Cooke gospel, tot hem werd gevraagd de opvolger te worden van R.H. Harris bij de legendarische Soul Stirrers.
In 1956 bracht Sam Cooke zijn eerste popsingle uit. Hij deed dat onder de naam Dale Cooke. Zijn eerste grote hit had hij met "You Send Me", en vele hits volgden. In 1960 richtte Cooke zijn eigen platenlabel SAR Records op, waarbij onder anderen de artiesten The Simms Twins, The Valentinos (een van hun singles was "It's all Over Now" dat door de Rolling Stones gecoverd werd), Bobby Womack en Johnnie Taylor zich aansloten.

## Dood
Cooke stierf op 11 december 1964 onder onduidelijke omstandigheden in een hotel in Los Angeles. Hij werd neergeschoten door Bertha Franklin, manager van het hotel Hacienda waar Cooke op dat moment verbleef, nadat hij dronken en halfnaakt haar kantoor binnenstormde, vragend naar de vrouw met wie Cooke eerder naar zijn motelkamer was gegaan. Franklin antwoordde dat ze niet wist waar de vrouw was. Volgens Franklin viel Cooke haar toen aan en vielen ze beiden op de grond. Franklin greep haar revolver en schoot Cooke neer. Bertha Franklin verklaarde dat ze Cooke had neergeschoten uit zelfverdediging. Het oordeel van de rechtbank was dat Franklin Cooke om "gerechtvaardigde redenen" had gedood. Veel mensen geloven echter dat cruciale feiten tijdens de rechtszaak niet zijn behandeld en later in de doofpot zijn gestopt.
De vrouw die samen met Cooke het hotel binnenging, Elisa Boyer, verklaarde dat Cooke haar fysiek gedwongen had op het bed in zijn motelkamer te gaan liggen. Boyer dacht dat Cooke haar wilde verkrachten. Toen Cooke zich daarna naar de badkamer begaf, greep Boyer haar kleren en nam toen volgens eigen zeggen in de haast ook enkele kledingstukken van Cooke mee. Boyer rende eerst naar het kantoor van de manager, Bertha Franklin. Het duurde voor Boyer echter te lang voordat Franklin reageerde en dus besloot Boyer het motel uit te rennen. Ze rende naar een telefooncel waar ze de politie belde, nog voordat Cooke was neergeschoten.
Het verhaal van Boyer wordt echter in twijfel getrokken. Haar verhaal toont verschillen met verhalen van andere getuigen. Zo droeg Cooke 5000 dollar bij zich, in zijn kleding, maar dat is nooit teruggevonden. Ook is Boyer kort hierna gearresteerd voor prostitutie. Veel mensen geloven daarom dat Boyer eropuit was om Cooke te beroven en dat Cooke hierna, kwaad en dronken, naar de manager stapte om te vragen waar ze was. Deze manager was vermoedelijk een pooier die in het complot zat.

## Postuum
Postuum verschenen nog enkele singles van Cooke. In Nederland scoorde hij in 1986 nog een nummer 1-hit met Wonderful World. In datzelfde jaar werd hij lid van de Rock and Roll Hall of Fame. Later werd hij ook nog opgenomen in de Mississippi Musicians Hall of Fame.
In Nederland werd eind 2005 in het programma Top 2000 à Go-Go het Sam Cooke Genootschap opgericht door journalist Cees Grimbergen met hulp van Martijn Buisman, beheerder van de grootste site ter wereld over Sam Cooke.
In 2013 maakt het Nederlandse theatergezelschap PAVLOV een muzikale theatervoorstelling over het leven van Sam Cooke onder de titel 'A Change is Gonna Come'. 

## Invloed
Cooke heeft invloed gehad op een groot aantal muzikanten. Enkele van deze muzikanten zijn: Rod Stewart, The Rolling Stones, The Animals, Simon and Garfunkel, Van Morrison, James Taylor, The Beatles (met name John Lennon), John Mayer, Bruce Springsteen, Bob Marley, The Band, Steve Perry, Marvin Gaye, Otis Redding, Lou Rawls, Al Green, The Temptations, Aretha Franklin, Mavis Staples, Ben E. King, Billy Joel, Seal, Tina Turner en The Afghan Whigs

## Privé
Sam Cookes dochter Linda Cooke Womack, geboren in 1952, is een singer-songwriter van soulmuziek. Zij vormde in de jaren tachtig met haar echtgenoot Cecil Womack het zangduo Womack and Womack, dat vooral bekend is van de hit Teardrops uit 1988. In 1959 trouwde Cooke met zijn tweede echtgenote, Barbara Campbell. Met haar kreeg hij drie kinderen. Hun zoontje Vincent verdronk in het zwembad toen hij anderhalf jaar oud was. Campbell werd 85 jaar en overleed in september 2021.

## Discografie

### Albums
| Album met eventuele hitnotering(en) in de Nederlandse Album Top 100 | Datum van verschijnen | Datum van binnenkomst | Hoogste positie | Aantal weken | Opmerkingen |
| ------------------------------------------------------------------- | --------------------- | --------------------- | --------------- | ------------ | ----------- |
| The Man And His Music                                               |                       | 03-05-1986            | 7               | 17           |             |
| Wonderful World                                                     |                       | 31-05-1986            | 15              | 15           |             |

### Singles
| Single met eventuele hitnotering(en) in de Nederlandse Top 40 | Datum van verschijnen | Datum van binnenkomst | Hoogste positie | Aantal weken | Opmerkingen |
| ------------------------------------------------------------- | --------------------- | --------------------- | --------------- | ------------ | ----------- |
| Only Sixteen                                                  | 09-1959               | -                     | 10              | 12           |             |
| Little Red Rooster                                            |                       | 12-12-1964            | 33              | 3            |             |
| Wonderful World                                               |                       | 03-05-1986            | 1(4wk)          | 12           |             |

### NPO Radio 2 Top 2000
| Nummers met noteringen in de NPO Radio 2 Top 2000 | '99 | '00 | '01  | '02  | '03 | '04  | '05  | '06  | '07  | '08  | '09  | '10 | '11 | '12  | '13  | '14 | '15 | '16  | '17  | '18  | '19  | '20  | '21  | '22  | '23  | '24  |
| ------------------------------------------------- | --- | --- | ---- | ---- | --- | ---- | ---- | ---- | ---- | ---- | ---- | --- | --- | ---- | ---- | --- | --- | ---- | ---- | ---- | ---- | ---- | ---- | ---- | ---- | ---- |
| A Change Is Gonna Come                            | -   | -   | -    | -    | -   | -    | -    | -    | -    | -    | -    | -   | -   | 1830 | 964  | 883 | 847 | 1092 | 1123 | 1300 | 1443 | 1169 | 1199 | 1385 | 1464 | 1512 |
| Wonderful World                                   | 888 | 847 | 1548 | 1531 | 556 | 1481 | 1442 | 1005 | 1174 | 1077 | 1153 | 998 | 790 | 1019 | 1086 | 966 | 935 | 959  | 1086 | 1561 | 1863 | 1677 | 1707 | -    | -    | -    |

1. ↑  Een '-' betekent dat het nummer niet was genoteerd en een vetgedrukt getal geeft de hoogste notering van een nummer aan.

- Bibsys: 2107923
- Biblioteca Nacional de España: XX893806
- Bibliothèque nationale de France: cb138927038 (data)
- Digitale Bibliotheek voor de Nederlandse Letteren: cook002
- Gemeinsame Normdatei: 120393654
- International Standard Name Identifier: 0000 0000 7364 9493
- Library of Congress Control Number: n91099512
- MusicBrainz: 6c8fd0be-d961-454c-aee0-4366a6dbc993
- Bibliotheek van het Japanse parlement: 00909687
- Nationale Bibliotheek van Tsjechië: mzk2004261373
- Nationale Bibliotheek van Israël: 987007315603205171
- Nationale en Universitaire bibliotheek Zagreb: 000062322
- Nederlandse Thesaurus van Auteursnamen: 072333421
- Istituto Centrale per il Catalogo Unico: RAVV288023
- SNAC: w6p56827
- Système universitaire de documentation: 114525889
- Virtual International Authority File: 29717629
- WorldCat: E39PBJpDH7C3p9gPfjj8F9byBP